# Brzeżno
Brzeżno è un comune rurale polacco del distretto di Świdwin, nel voivodato della Pomerania Occidentale.
Ricopre una superficie di 110,84 km² e nel 2007 contava 2 833 abitanti.